# 익서바

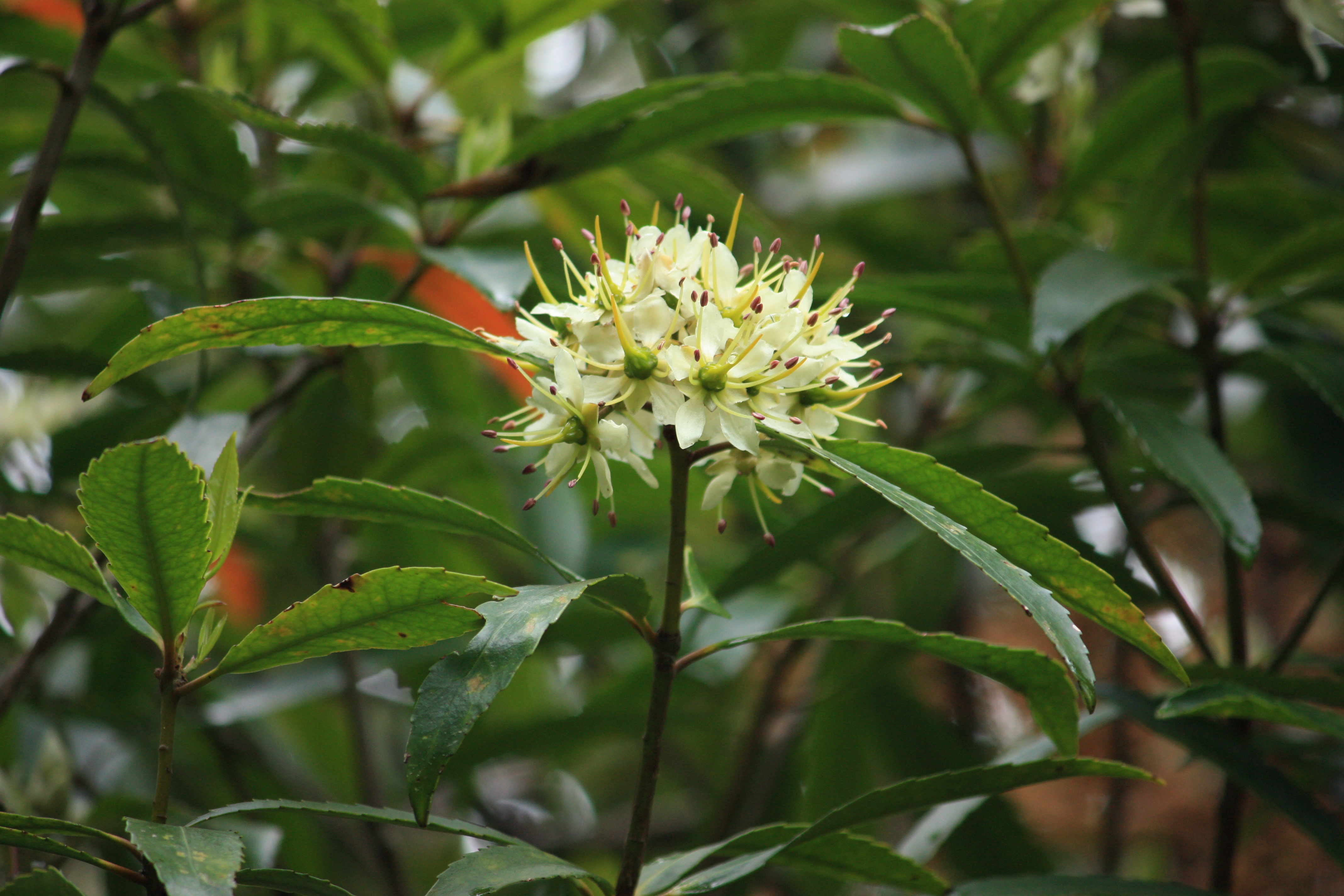

타와리(Ixerba brexioides)는 익서바속(Ixerba)에 속하는 유일종의 속씨식물로, 뉴질랜드에서만 자생하는 관다발식물이다. 익서바과(Ixerbaceae)의 단일 종이다. 와이토모와 카이타이아 사이의 북아일랜드에서만 발견된다. 유기농 꿀을 만드는 데 사용된다.

## 분류
APG 분류 체계와 APG II 분류 체계에서는 익서바과(Ixerbaceae)의 유일속, 유일종으로 분류했었으나, APG III 분류 체계에서는 크로소소마목에 속하는 스트라스부르게리아과 식물로 분류하고 있다.